# Серунгарина
Серунгарина (итал. Serrungarina) је насеље у Италији у округу Пезаро и Урбино, региону Марке.
Према процени из 2011. у насељу је живело 178 становника. Насеље се налази на надморској висини од 200 м.

## Становништво
| 1931. | 1936. | 1951. | 1961. | 1971. | 1981. | 1991. | 2001. | 2011. |
| ----- | ----- | ----- | ----- | ----- | ----- | ----- | ----- | ----- |
| 2.603 | 2.617 | 2.674 | 2.278 | 1.975 | 2.017 | 2.066 | 2.200 | 2.582 |